# IC 4661
IC 4661 је спирална галаксија у сазвјежђу Рајска птица која се налази на листи објеката дубоког неба у Индекс каталогу.
Деклинација објекта је - 74° 1' 58" а ректасцензија 17h 51m 2,4s. Привидна величина (магнитуда) објекта IC 4661 износи 12,2 а фотографска магнитуда 12,9. IC 4661 је још познат и под ознакама ESO 44-21, IRAS 17447-7401, PGC 60990.